# Vittorio Parola
Vittorio Parola (Torino, 20 ottobre 1935 – Roma, 27 marzo 2018) è stato un politico italiano.

## Biografia
Ricercatore e insegnante, viene eletto al Senato con i Progressisti nel marzo del 1994. 
Alle elezioni politiche del 1996 conferma il proprio seggio a Palazzo Madama con L'Ulivo. Nel luglio del 2000 è fra i promotori dell'associazione Socialismo 2000 di Cesare Salvi. Termina il proprio mandato parlamentare nel 2001.